# Verfassung von Palau
Die Verfassung von Palau (Palauisch: Uchetemel a llach er a beluu er a Belau, en.: Constitution of Palau, Constitution of the Republic of Palau) ist die Verfassung des pazifischen Inselstaates Palau. Sie wurde nach dem Vorbild der Verfassung der Vereinigten Staaten gestaltet und von der Palau Constitutional Convention vom 28. Januar bis 2. April 1979 verfasst. Ratifiziert wurde sie durch das Verfassungsreferendum in Palau 1980 vom 9. Juli 1980 und am 1. Januar 1981 in Kraft gesetzt. Am 15. Juli 2005 hat die Second Constitutional Convention (Zweite Verfassungs-Versammlung) Änderungen der Verfassung angenommen.

## Inhalt
Die Verfassung umfasst eine Präambel und 16 Artikel:
- Präambel
- ARTICLE I. TERRITORY
- ARTICLE II. SOVEREIGNTY AND SUPREMACY
- ARTICLE III. CITIZENSHIP
- ARTICLE IV. FUNDAMENTAL RIGHTS
- ARTICLE V. TRADITIONAL RIGHTS
- ARTICLE VI. RESPONSIBILITIES OF THE NATIONAL GOVERNMENT
- ARTICLE VII. SUFFRAGE
- ARTICLE VIII. EXECUTIVE
- ARTICLE IX. OLBIIL ERA KELULAU
- ARTICLE X. JUDICIARY
- ARTICLE XI. STATE GOVERNMENTS
- ARTICLE XII. FINANCE
- ARTICLE XIII. GENERAL PROVISIONS
- ARTICLE XIV. AMENDMENTS
- ARTICLE XV. TRANSITION